# بن‌ونوتو چلینی
بن‌ونوتو چلینی (ایتالیایی: Benvenuto Cellini؛ زاده ۳ نوامبر ۱۵۰۰ درگذشته ۱۳ فوریهٔ ۱۵۷۱) یک مجسمه‌ساز ایتالیایی در سبک مَنِریسم بود.